# Chorebus tobiasi
Chorebus tobiasi är en stekelart som beskrevs av Lozan 2004. Chorebus tobiasi ingår i släktet Chorebus och familjen bracksteklar. Inga underarter finns listade i Catalogue of Life.